# Желябужський Іван Опанасович
Желя́бужський Іван Опанасович (1638 — після 1709) — московський державний діяч і дипломат.
Брав участь в укладенні Андрусівського перемир'я 1667 року з Польщею. В 1682 році був воєводою в Чернігові.
У 1-й половині 1657 року в чині ясельничого виконував дипломатичну місію до трансільванського князя Ракоці Дєрдя II. По дорозі до Трансільванії (історична область на півночі Румунії) влітку 1657 року перебував в Україні, збирав тут за дорученням голови Посольського приказу інформацію про стан справ у Війську Запорозькому, а також агітував місцеве населення за обмеження прав гетьмана на користь російського царя. Зібрані Желябужським відомості були використані урядом царя Олексія Михайловича при визначенні нового, більш жорсткого, курсу щодо України.
У вересні 1665 Желябужський за дорученням царя зустрічав на в'їзді до Москви посольство гетьмана І.Брюховецького. Брав активну участь у російсько-українських переговорах, за результатами яких було укладено Московські статті 1665 року. Після завершення переговорів Желябужського відправлено послом в Україну. Невдовзі внаслідок конфлікту з головою Посольського приказу Ордіним-Нащокіним він був відкликаний до Москви.
1668 року за наказом царя Олексія Михайловича їздив в Україну для втихомирення протимосковського повстання І. Брюховецького. 1674 року пожалуваний царем чином стольника, а 1676 року — думного дворянина. Після смерті російського царя Федора Олексійовича (1676–82) приводив гетьмана І. Самойловича і козацьку старшину до присяги на вірність Петру I. 1684 року в чині окольничого призначений воєводою до Чернігова. Автор «Записок», які містять цінний матеріал з історії політичного розвитку Московії, а також відомості про побут і звичаї українського народу останньої третини 17 — початку 18 століття.